# Matt Rogers
Matt Rogers (5 de marzo de 1990) es un comediante, actor, guionista, podcaster y presentador de televisión estadounidense. Es conocido principalmente por conducir el pódcast Las Culturistas junto a Bowen Yang desde 2016. Su visión sobre la industria del entretenimiento ha sido citada en trabajos académicos.

## Biografía

### Primeros años y formación
Rogers creció en Long Island, Nueva York, hijo de Richard y Katrina Rogers. Asistió a la Islip High School y más adelante estudió Escritura Dramática en la Universidad de Nueva York (NYU), donde obtuvo su licenciatura en Bellas Artes. Mientras cursaba la carrera, se unió al grupo de improvisación Hammerkatz y en 2009 dio sus primeros pasos en el Upright Citizens Brigade (UCB). Fue allí, en NYU, donde conoció a Bowen Yang.

### Carrera
Durante su formación en el UCB participó en varios espectáculos como Characters Welcome y Amazing Welcome, además de liderar como director artístico el grupo de comedia musical Pop Roulette. En 2011 hizo una pasantía en la producción del programa de telerrealidad Teen Mom 2. En 2016 empezó a conducir con Yang el pódcast Las Culturistas, donde han entrevistado a figuras del entretenimiento como Alan Cumming, Bianca Del Rio, Katie Couric, Michelle Yeoh, Trixie Mattel, Sean Hayes, Will Ferrell y Mariah Carey.
En 2020 fue anfitrión de dos programas de competencia televisiva. El primero, Gayme Show, que condujo con Dave Mizzoni, se basaba en una noche de comedia en la que hombres heterosexuales eran puestos a prueba sobre cultura queer. El programa tuvo una temporada en la plataforma Quibi, que cerró antes de que pudiera producirse una segunda. Ese mismo año condujo Haute Dog, un concurso de estilismo canino transmitido por HBO Max.
Como actor, ha aparecido en series como Shrill, Awkwafina Is Nora from Queens y Search Party. En 2021, se anunció que tendría un papel principal en la comedia I Love That for You, además de un rol secundario en Fire Island, una reinterpretación gay del clásico Orgullo y prejuicio.
Como actor de doblaje ha aportado su voz a varios personajes recurrentes en Our Cartoon President. Desde 2021 interpreta al personaje de Twink en la serie animada Q-Force de Netflix, donde también se desempeña como guionista.
En diciembre de 2022 lanzó su especial de comedia musical Have You Heard of Christmas? en la cadena Showtime, el cual incluye canciones originales y participaciones de Bowen Yang, Josh Sharp y Aaron Jackson. En noviembre de 2023, este trabajo se transformó en su primer álbum, lanzado por Capitol Records con el mismo nombre.

## Vida personal
Después de vivir varios años en Brooklyn, Rogers se mudó a Los Ángeles en 2019. Actualmente divide su tiempo entre ambas costas, con residencias en Nueva York y Los Ángeles. Es abiertamente gay desde su época como estudiante en NYU. Tuvo una relación con el músico y colaborador frecuente Henry Koperski.

## Filmografía

### Cine
| Año  | Título                | Papel                       | Notas         |
| ---- | --------------------- | --------------------------- | ------------- |
| 2018 | The After Party       | Max                         |               |
| 2020 | Cicada                | Phillip                     | No acreditado |
| 2022 | Fire Island           | Luke                        |               |
| 2022 | Lyle, Lyle, Crocodile | Presentador del espectáculo |               |

### Televisión
| Año       | Título                                 | Papel                    | Notas           |
| --------- | -------------------------------------- | ------------------------ | --------------- |
| 2013      | Above Average Presents                 | Jonas                    | 1 episodio      |
| 2015      | Criminal Crimes                        | Detective Keebler        | 2 episodios     |
| 2016      | Katy in the Bush                       |                          | 1 episodio      |
| 2016–2018 | The Special Without Brett Davis        | Varios papeles           | 3 episodios     |
| 2017      | Above Average Presents                 | Varios papeles           | 3 episodios     |
| 2017      | Who Wants to Be a Millionaire          | Concursante              | 2 episodios     |
| 2017–2018 | Characters Welcome                     | Varios papeles           | 3 episodios     |
| 2018      | Comedy Central's Thank You, Goodnight! | Él mismo                 | 1 episodio      |
| 2019–2020 | Our Cartoon President                  | Varios papeles           | 21 episodios    |
| 2020      | Shrill                                 | Chastain Handler         | 1 episodio      |
| 2020      | Awkwafina Is Nora from Queens          | Justin Schultz-Boudreaux | 1 episodio      |
| 2020      | Gayme Show                             | Presentador              | 8 episodios     |
| 2020      | Search Party                           | Homosexual               | 1 episodio      |
| 2020      | Haute Dog                              | Presentador              | 6 episodios     |
| 2021      | Q-Force                                | Twink                    | Papel principal |
| 2022      | Fairview                               | Luck Dragon              | 1 episodio      |
| 2022      | I Love That for You                    | Darcy Leeds              | Papel principal |
| 2022      | Celebrity Jeopardy                     | Concursante              |                 |
| 2022      | Big Mouth                              | Voz                      | 1 episodio      |
| 2022      | Have You Heard of Christmas?           | Él mismo                 | Especial de TV  |
| 2023      | Love Trip: Paris                       | Narrador                 | 8 episodios     |
| 2023      | History of the World, Part II          |                          | 1 episodio      |
| 2023      | RuPaul's Drag Race All Stars           | Él mismo                 | 1 episodio      |
| 2023      | RuPaul's Drag Race All Stars: Untucked | Él mismo                 | 1 episodio      |
| 2024      | RuPaul's Drag Race                     | Él mismo                 | 1 episodio      |
| 2024      | Late Night with Seth Meyers            | Él mismo                 | 1 episodio      |
| 2024      | RuPaul's Drag Race Global All Stars    | Él mismo                 | 1 episodio      |
| 2024      | No Good Deed                           | Greg Boycelane           | 6 episodios     |
| 2025      | Overcompensating                       | Jared                    | 3 episodios     |

### Escritor
| Año  | Título        | Notas        |
| ---- | ------------- | ------------ |
| 2021 | The Other Two | 10 episodios |
| 2021 | Q-Force       | 1 episodio   |